# Pseudoscaphirhynchus
Pseudoscaphirhynchus Nikolskii, 1900 è un genere della famiglia degli Acipenseridi.

## Descrizione
Simili nell'aspetto agli altri storioni, i membri del genere Pseudoscaphirhynchus si distinguono per le minori dimensioni ed il muso a forma di pala. Sono dotati di un peduncolo caudale corto e rivestito solo parzialmente di piastre ossee.

## Specie e distribuzione
Il genere Pseudoscaphirhynchus è diffuso nel bacino idrografico del lago d'Aral; nell'Amu Darya vivono due specie che a tale fiume devono la propria denominazione comune: lo storione dell'Amu Darya maggiore (Pseudoscaphirhynchus kaufmanni) e lo storione dell'Amu Darya minore o storione nano (Pseudoscaphirhynchus hermanni). L'altra specie, lo Pseudoscaphirhynchus fedtschenkoi, è endemica del Syr Darya. Tutte le specie di questo genere sono rarissime e si teme la loro prossima estinzione.